# Рой, Индра Лал

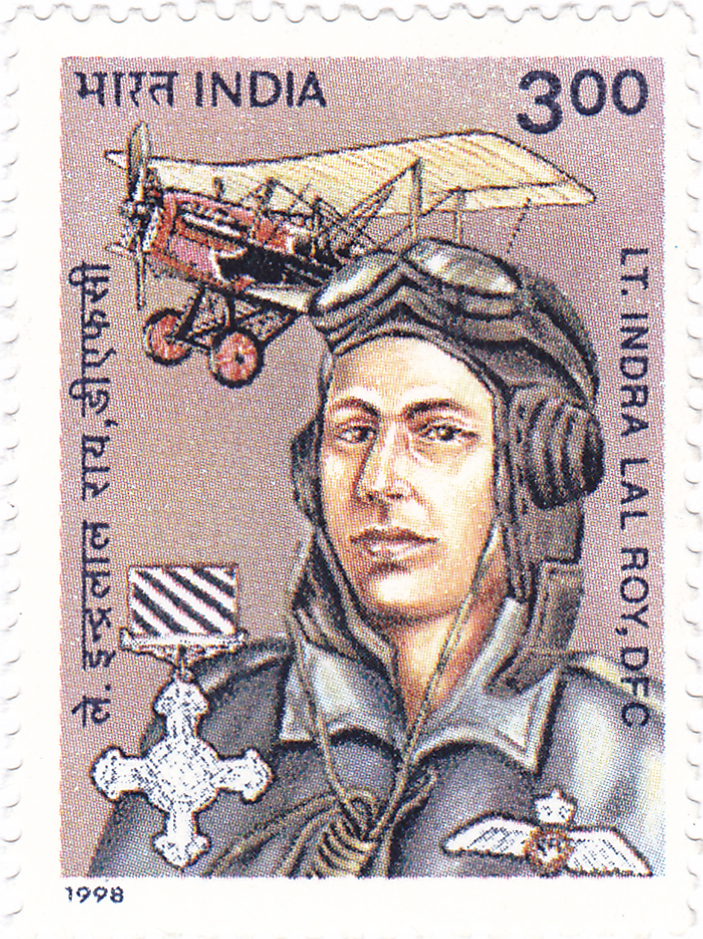
Индра Лал Рой на почтовой марке Индии 1998 года

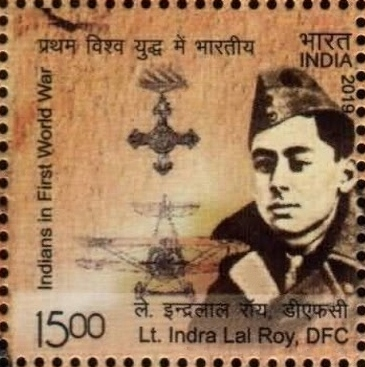
Индра Лал Рой на почтовой марке Индии 2019 года

Индра Лал Рой (бенг. ইন্দ্রলাল রায়, англ. Indra Lal Roy) по прозвищу Малец (англ. Laddie) — самый известный индийский лётчик-ас времён Первой мировой войны, сбивший в составе Королевских ВВС Великобритании 10 самолётов противника за 170 налётных часов. Первый индиец, удостоенный креста «За выдающиеся лётные заслуги».

## Биография
Индра Лал Рой родился 2 декабря 1898 года в Калькутте (Британская Индия). Известно, что его родителями были бенгальцы П. Л. и Лолита Рой (англ. P. L. Roy, Lolita Roy). С мая 1911 года Индра обучался в школе святого Павла (англ. St Paul's School) в Лондоне, и когда началась война ему было 16 лет. В апреле 1917 года, через 5 месяцев после того как Индре исполнилось 18 лет, он записался в Королевский лётный корпус (RFC), выпустился из которого 5 июля 1917 года в звании второго лейтенанта.

### Первая мировая война
30 октября 1917 года, сразу после прохождения практики, Рой попал на фронт, в составе 56-й эскадрильи Королевских военно-воздушных сил Великобритании (англ. No. 56 Squadron RAF). Спустя два месяца, 6 декабря, его S.E.5 попал в аварию и Рой был госпитализирован.
14 января 1918 года Индра был выписан из госпиталя, проходил дополнительное обучение, и в звании лейтенанта в июне 1918 года был переведён в 40-ю эскадрилью (англ. No. 40 Squadron RAF). С 6 по 19 июля 1918 года Индра Рой сбил около 10 самолётов противника. Первый самолёт (Hannover) был сбит 6 июля, 8 июля Рой сбил ещё 2 Hannover и Fokker D.VII. Ещё по два Индра сбивает 13 (Hannover и Pfalz D.III) и 15 июля (два Fokker D.VII). 18 июля Рой сбил разведчик противника (DFW C.V), и последней его победой стал Hannover.
22 июля 1918 года в тяжёлом бою с несколькими Fokker D.VII эскадрильи Jasta 29 Индра Рой был сбит над Карвеном. Налетав всего 170 часов, Индра Лал Рой был посмертно награждён крестом «За выдающиеся лётные заслуги» (став первым индийцем, удостоенным этой награды).